# Anton Kiesselbach
Anton Kiesselbach (* 13. Juni 1907 in Kempenich; † 27. Juli 1984 in Düsseldorf) war ein deutscher Anatom und Hochschullehrer.

## Leben
Kiesselbach studierte nach dem Abschluss seiner Schullaufbahn im Hauptfach Zoologie. Zum 7. Juli 1933 trat er der SA bei. Er wurde 1934 an der Universität Köln mit der Dissertation Untersuchungen über den Descensus testiculorum bei Didelphis zum Dr. phil. promoviert. In der zweiten Hälfte des Jahres 1934 untersuchte er am Deutsch-Italienischen Institut für Meeresbiologie Rovigno d’Istria im Auftrag der Deutschen Forschungsgemeinschaft Wimpertierchen aus der Adria. Danach war er am Zoologischen Institut der Universität Köln und ab 1935 am Institut für Entwicklungsmechanik der Universität Greifswald als wissenschaftlicher Mitarbeiter tätig. Zum 1. Mai 1937 trat er der NSDAP bei (Mitgliedsnummer 3.955.534). Seine Habilitation erfolgte mit der Schrift „Das Verhalten einiger mariner hypotricher Ciliaten bei normalen und veränderten Umweltbedingungen unter besonderer Berücksichtigung der Großkernverhältnisse“, die 1939 in Greifswald veröffentlicht wurde. Zu dieser Zeit war Kiesselbach wissenschaftlicher Mitarbeiter von August Hirt, dem er im April 1939 an das Anatomische Institut der Universität Frankfurt folgte.
Während des Zweiten Weltkrieges wurde Kiesselbach 1941 zur Wehrmacht eingezogen. Als Truppenarzt war er zunächst in einem Lazarett in Oberhof tätig. Diese Tätigkeit setzte er ab 1942 auch halbtags in Lingolsheim fort und war mit einer halben Stelle als Lehrbeauftragter an der Reichsuniversität Straßburg unter Hirt für die anatomischen Einführungsveranstaltungen der Erstsemester verantwortlich. Er war Assistent Hirts am Anatomischen Institut, als dieser 1943 KZ-Häftlinge ermorden ließ, um eine Sammlung menschlicher Skelette anzulegen. An Hirts Menschenexperimenten mit Lost im KZ Natzweiler-Struthof will er nicht teilgenommen haben. Ernst Klee führt jedoch an, dass es während der Lostversuche im Vorfeld der Menschenexperimente bei Hirt und dessen Assistenten Karl Wimmer und Kiesselbach zu Lostschäden gekommen ist. Nach mehreren Aktenvermerken von Wolfram Sievers, Geschäftsführer der SS-Forschungsgemeinschaft Deutsches Ahnenerbe habe Kiesselbach aufgrund der Lostversuche Nierenblutungen erlitten. Kiesselbach sezierte die linken Hoden von 30 Häftlingen aus dem KZ Natzweiler, die jenen zuvor entfernt worden waren. Er konnte so seine Forschungen zur „gestoppten Spermatogenese“ fortführen und stellte fest, dass die Spermienbildung bei Todesangst versagte. Nach der Einnahme Straßburgs durch die US-Armee Ende November 1944 wurde Kiesselbach erneut zur Wehrmacht eingezogen.
Zum Kriegsende geriet Kiesselbach in amerikanische Kriegsgefangenschaft und versorgte bis zu seiner Entlassung im Mai 1947 als Arzt Mitgefangene in Augsburg. Ab Oktober 1947 war Kiesselbach in Regensburg an der Außenstelle des Anatomischen Instituts der Universität München tätig. Dort lehrte seinerzeit auch der Chemiker Wolfgang Grassmann, der in der NS-Zeit Versuche zur Lederimprägnierung gegen den Kampfstoff Lost leitete. In anderem Zusammenhang hatte Grassmann Trageversuche von Häftlingen auf der Schuhprüfstrecke des KZ Sachsenhausen zur Erprobung von Lederersatzstoffen propagiert. Kiesselbach wechselte 1953 als Lehrbeauftragter für vergleichende Anatomie an die Philosophisch-theologische Hochschule Regensburg, wo er 1955 zum ordentlichen Professor für Biologie berufen wurde. Noch im selben Jahr wurde er als planmäßiger Extraordinarius für Topographische Anatomie an die Medizinische Akademie Düsseldorf berufen und leitete das dortige Anatomische Institut. Ab 1962 war er an der Medizinischen Akademie Düsseldorf ordentlicher Professor und dort im Amtsjahr 1963/1964 Rektor. In Düsseldorf soll Kiesselbach während seiner Vorlesungen in Anlehnung an seine früheren Tätigkeiten auch darauf hingewiesen haben, dass die Spermienbildung „bei Todesangst“ sistiere.
Wegen seiner Assistenzzeit bei Hirt, der an jüdischen Häftlingen Menschenversuche unternommen und eine Skelettsammlung geplant hatte, wurde gegen Kiesselbach vor dem Landgericht Düsseldorf 1963 ein Verfahren eröffnet und mangels Beweisen 1965 eingestellt.

„An den von Prof. Hirt durchgeführten Lost-Versuchen habe ich nicht mitgewirkt, und zwar auch nicht an den Tierversuchen.“

In der Auseinandersetzung um die Umbenennung der Universität Düsseldorf in „Heinrich-Heine-Universität Düsseldorf“ war Kiesselbach Gegner der Umbenennung und äußerte sich in einem Interview Anfang 1969 folgendermaßen gegenüber dem Befürworter der Umbenennung Manfred Windfuhr: „Es liegt im öffentlichen Interesse, die Frage der Benennung frei zu diskutieren. Ich verfolge die Entwicklung der Philosophischen Fakultät mit großem Unbehagen umso mehr, als zum Beispiel ein Professor, der noch nicht zu unserem Lehrkörper gehört und hier noch keine Vorlesung gehalten hat, taktlos und dreist durch eine demokratische Vergewaltigung einen Namen für die Universität erzwingen will“. Windfuhr kommentierte Kiesselbachs NS-Vergangenheit nicht.
Kiesselbach gehörte dem Kuratorium der Lindauer Nobelpreisträgertagungen an. Er war Träger der Médaille de Vermeil de la Société, Sciences, Lettres, Paris sowie bei der Gemeinnützigen Vereinigung der Präparatoren und Dermoplastiker Deutschlands Ehrenmitglied. Der Oberbürgermeister von Regensburg verlieh ihm 1979 die Reichssaalmedaille.